# Златан ланчић
„Златан ланчић” је југословенски ТВ филм из 1979. године. Режирао га је Александар Мандић а сценарио је написао Миленко Вучетић.

## Улоге
| Глумац            | Улога |
| ----------------- | ----- |
| Мерима Исаковић   |       |
| Радмила Савићевић |       |